# Mank (film)
Mank is een Amerikaanse biografische dramafilm uit 2020 onder regie van David Fincher. De film werd in de jaren 1990 geschreven door Finchers vader, gewezen journalist Jack Fincher, en is gebaseerd op het leven van scenarioschrijver Herman J. Mankiewicz. De hoofdrollen worden vertolkt door Gary Oldman, Amanda Seyfried, Lily Collins, Charles Dance en Tom Burke.

## Verhaal
Herman J. Mankiewicz, bijgenaamd Mank, is in de jaren 1930 een scenarioschrijver die in dienst van MGM-studiobazen als Louis B. Mayer, Irving Thalberg en David O. Selznick werkt en tot de sociale kring van de machtige krantenmagnaat William Randolph Hearst en diens minnares, actrice Marion Davies, behoort. Hij is intelligent, grappig, tegendraads en scherpzinnig, maar heeft ook een grote mond en kampt met een ernstig drankprobleem.
De jaren 1930 worden geteisterd door de Grote Depressie. Er wordt bespaard op de lonen van studiopersoneel en sommige medewerkers raken zelfs werk- en dakloos. Wanneer hij in 1934 vaststelt dat zijn bazen zich ergeren aan de opmars van de Democratische gouverneurskandidaat Upton Sinclair en diens socialistische ideeën brengt hij hen op het idee om hetzelfde te doen als in hun filmproducties: het publiek een fictieve werkelijkheid verkopen. Zijn collega-scenarist Shelly Metcalf wordt vervolgens door de studio ingeschakeld om samen met enkele acteurs een valse nieuwsreportage op te nemen waarin Sinclair als een communist wordt afgeschilderd. Shelly worstelt nadien met zijn geweten en pleegt op de avond van Sinclairs verkiezingsnederlaag zelfmoord. Ook Mank kan de gebeurtenissen moeilijk verteren. Hij verstoort in een dronken bui een verkleedfeestje van Hearst en houdt een cynische monoloog waarin hij zowel de krantenmagnaat als Mayer persoonlijk beledigt.
Mank valt uit de gratie van Hearst en de studiobonzen in Hollywood, maar wordt opgevist door de jonge, gereputeerde theatermaker Orson Welles, die op het punt staat zijn eerste film te maken voor RKO Pictures. Na een auto-ongeluk wordt hij door Welles in een ranch ondergebracht om te revalideren en het scenario voor Citizen Kane te schrijven. Hij wordt goed betaald voor de opdracht en gaat akkoord om het auteurschap aan Welles toe te schrijven. Zijn satirisch script over een machtige krantenmagnaat wordt door iedereen in zijn entourage geïnterpreteerd als een aanval op onder meer Hearst, Mayer en Davies. Zijn collega Charles Lederer, zijn broer Joseph L. Mankiewicz en Davies zelf proberen hem op andere gedachten te brengen, maar Mank houdt voet bij stuk. Sterker nog, hij beschouwt het als zijn beste werk en eist ondanks eerder gemaakte contractuele afspraken alsnog het auteurschap op. Het komt tot een conflict met Welles, maar Mank krijgt zijn zin. Ze delen het auteurschap en winnen zo in 1942 samen de Oscar voor beste originele scenario.

## Rolverdeling
| Acteur             | Personage               |
| ------------------ | ----------------------- |
| Gary Oldman        | Herman J. Mankiewicz    |
| Amanda Seyfried    | Marion Davies           |
| Lily Collins       | Rita Alexander          |
| Tom Pelphrey       | Joseph L. Mankiewicz    |
| Tuppence Middleton | Sara Mankiewicz         |
| Charles Dance      | William Randolph Hearst |
| Arliss Howard      | Louis B. Mayer          |
| Ferdinand Kingsley | Irving Thalberg         |
| Tom Burke          | Orson Welles            |
| Jamie McShane      | Shelly Metcalf          |
| Joseph Cross       | Charles Lederer         |
| Sam Troughton      | John Houseman           |
| Toby Leonard Moore | David O. Selznick       |
| Jessie Cohen       | Norma Shearer           |
| Monika Gossmann    | Fräulein Frieda         |
| Jeff Harms         | Ben Hecht               |
| Paul Fox           | Josef von Sternberg     |
| Craig Robert Young | Charlie Chaplin         |
| Craig Welzbacher   | Rexford Tugwell         |
| Leven Rambin       | Eve                     |

## Productie

### Ontwikkeling
Mank werd begin jaren 1990 geschreven door Howard "Jack" Fincher, die net als Herman Mankiewicz een journalist en scenarioschrijver was. Zijn zoon, filmregisseur David Fincher, probeerde het script oorspronkelijk al in de periode 1997–1998, na de opnames van The Game (1997), te verfilmen. De regisseur had destijds Kevin Spacey, met wie hij even voordien aan Seven (1995) had samengewerkt, en Jodie Foster voor ogen als respectievelijk Herman Mankiewicz en Marion Davies. Het project, dat zo'n 13 miljoen dollar zou gekost hebben, ging uiteindelijk niet door omdat Fincher er onder meer op aandrong om in zwart-wit te filmen, naar analogie met Citizen Kane (1941). Daarnaast kwam er in diezelfde periode met de televisiefilm RKO 281 (1999) al een gelijkaardig project uit. In 2003 overleed Jack Fincher.
In juli 2019 raakte bekend dat Fincher het project alsnog zou verfilmen, in samenwerking met streamingdienst Netflix en acteur Gary Oldman. Scenarioschrijver Eric Roth, met wie Fincher eerder al aan The Curious Case of Benjamin Button (2008) had samengewerkt, werd net als Finchers echtgenote Ceán Chaffin en Oldmans zakenpartner Doug Urbanski als producent in dienst genomen. Naast zijn rol als producent werkte Roth ook mee aan het herschrijven van Jack Finchers oorspronkelijk script.

### Casting
In juli 2018 werd Mank aangekondigd en raakte bekend dat het titelpersonage door Gary Oldman zou vertolkt worden. Drie maanden later werd de casting van onder meer Amanda Seyfried, Lily Collins, Charles Dance, Tom Burke, Tuppence Middleton, Jamie McShane en Tom Pelphrey bekendgemaakt.

### Opnames

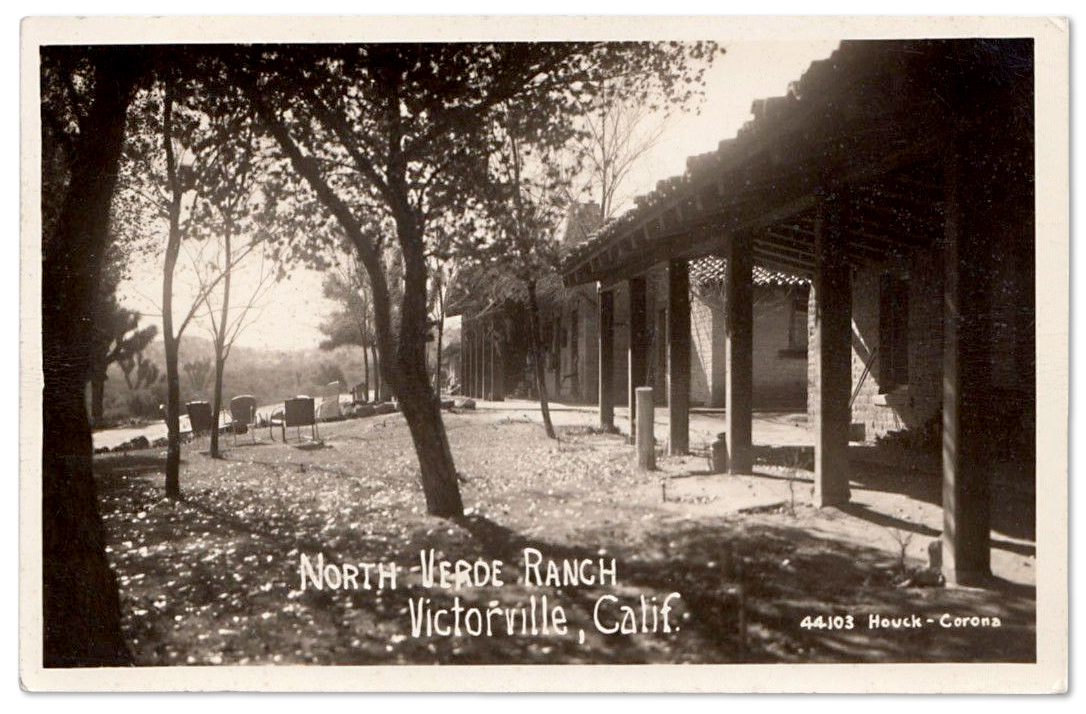
De ranch waar Mankiewicz het script voor Citizen Kane schreef, werd als opnamelocatie gebruikt.

De opnames gingen in september 2019 van start in Los Angeles en eindigden in februari 2020. Er werd gefilmd in onder meer de botanische tuinen van The Huntington. In december 2019 vonden er opnames plaats op Kemper Campbell Ranch (vroeger: North Verde Ranch) in Victorville, de ranch waar Mankiewicz in 1940 het script voor Citizen Kane schreef. Een maand later werd er gefilmd aan onder meer het Biltmore Hotel en het art-decogebouw Bullocks Wilshire in Los Angeles.
De film werd digitaal en in zwart-wit opgenomen door cameraman Erik Messerschmidt, met wie Fincher eerder al had samengewerkt aan de misdaadserie Mindhunter. In postproductie werden de beeld- en audiokwaliteit bewust verouderd om meer op een film uit de jaren 1930 te lijken. Zo kreeg de film een soundtrack in mono. Fincher, die bekend staat als iemand die veel takes nodig heeft om een scène op te nemen, liet zijn acteurs bepaalde scènes zo'n 200 keer uitvoeren.

## Release en ontvangst
Mank ging op 13 november 2020 in première in een select aantal Amerikaanse bioscopen. Op 4 december 2020 werd de film op Netflix uitgebracht.
De film kreeg overwegend positieve recensies van de Amerikaanse filmpers. Op Rotten Tomatoes heeft Mank een waarde van 89% en een gemiddelde score van 8,2/10, gebaseerd op 103 recensies. Op Metacritic heeft de film een gemiddelde score van 80/100, gebaseerd op 37 recensies.

## Soundtrack
Trent Reznor en Atticus Ross, die eerder voor Fincher al de muziek van The Social Network (2010), The Girl with the Dragon Tattoo (2011) en Gone Girl (2014) hadden gecomponeerd, werden ook ingeschakeld om de filmmuziek van Mank te componeren. Omdat de film zich in de jaren 1930 en '40 afspeelt, voerden Reznor en Ross de muziek niet uit met hun gebruikelijke modulaire synthesizer, maar kozen ze voor een tijdgebonden, orkestrale soundtrack en bigbandmuziek.

### Tracklist
1. "Welcome to Victorville" – 2:15
2. "Trapped!" – 1:17
3. "All This Time" – 2:01
4. "Enter Menace" – 0:48
5. "First Dictation" – 2:23
6. "A Fool's Paradise" – 1:33
7. "Once More Unto the Breach" – 2:05
8. "About Something" – 0:54
9. "Glendale Station" – 1:16
10. "What's at Stake?" – 0:53
11. "Every Thing You Do" – 3:01
12. "Cowboys and Indians" – 1:20
13. "Presumed Lost" – 1:09
14. "(If Only You Could) Save Me" – 3:18
15. "Means of Escape" – 0:49
16. "All This Time (A White Parasol)" – 0:34
17. "M.G.M." – 2:51
18. "A Respectable Bribe" – 1:03
19. "I, Governor of California" – 1:32
20. "A Leaden Silence" – 0:54
21. "San Simeon Waltz" – 4:55
22. "Time Running Out" – 0:44
23. "Mank-heim" – 1:24
24. "Lend Me a Buck?" – 1:20
25. "You Wanted to See Me?" – 1:03
26. "In Your Arms Again" – 3:18
27. "The Dark Night of the Soul" – 1:09
28. "Clouds Gather" – 0:13
29. "Way Back When" – 3:19
30. "An Idea Takes Hold" – 3:40
31. "Marion's Exit" – 3:18
32. "Absolution" – 1:05
33. "Scenes from Election Night" – 4:23
34. "Election Night-mare" – 1:31
35. "All This Time (Dance Interrupted)" – 1:01
36. "All This Time (Victorious)" – 1:12
37. "I'm Eve" – 0:32
38. "A Rare Bird" – 2:10
39. "Look at What We Did" – 2:30
40. "Menace Returns" – 0:33
41. "Forgive Me" – 2:15
42. "Final Regards" – 1:11
43. "Where Else Would I Be?" – 1:04
44. "The Organ Grinder" – 1:52
45. "All This Time (Not No More)" – 1:13
46. "Costume Party" – 1:10
47. "Dulcinea" – 0:37
48. "Shoot-out at the OK Corral" – 1:42
49. "The Organ Grinder's Monkey" – 2:24
50. "An Act of Purging Violence" – 0:38
51. "All This Time (Happily Ever After)" – 4:45
52. "A Rare Bird (Reprise)" – 2:26

## Prijzen en nominaties
| Jaar | Prijs                  | Categorie                                | Genomineerde(n)                                                 | Uitslag     |
| ---- | ---------------------- | ---------------------------------------- | --------------------------------------------------------------- | ----------- |
| 2021 | Satellite Awards       | Beste regisseur                          | David Fincher                                                   | Genomineerd |
| 2021 | Satellite Awards       | Beste acteur in een dramafilm            | Gary Oldman                                                     | Genomineerd |
| 2021 | Satellite Awards       | Beste actrice in een bijrol              | Amanda Seyfried                                                 | Gewonnen    |
| 2021 | Satellite Awards       | Beste origineel script                   | Jack Fincher                                                    | Genomineerd |
| 2021 | Satellite Awards       | Beste montage                            | Kirk Baxter                                                     | Genomineerd |
| 2021 | Satellite Awards       | Beste cinematografie                     | Erik Messerschmidt                                              | Gewonnen    |
| 2021 | Satellite Awards       | Beste soundtrack                         | Trent Reznor, Atticus Ross                                      | Genomineerd |
| 2021 | Satellite Awards       | Beste kostuums                           | Trish Summerville                                               | Genomineerd |
| 2021 | Satellite Awards       | Beste Art Direction en Production Design | Donald Graham Burt, Chris Craine, Jan Pascale, Dan Webster      | Gewonnen    |
| 2021 | Satellite Awards       | Beste visuele effecten                   | Mathew Cowie, Erin Dusseault, Pablo Helman, Flannery Huntley    | Genomineerd |
| 2021 | Satellite Awards       | Beste geluidseffecten                    | Ren Klyce, Drew Kunin, Jeremy Molod, Nathan Nance, David Parker | Genomineerd |
| 2021 | Golden Globes          | Beste dramafilm                          | Beste dramafilm                                                 | Genomineerd |
| 2021 | Golden Globes          | Beste regie                              | David Fincher                                                   | Genomineerd |
| 2021 | Golden Globes          | Beste acteur (drama)                     | Gary Oldman                                                     | Genomineerd |
| 2021 | Golden Globes          | Beste actrice in een bijrol              | Amanda Seyfried                                                 | Genomineerd |
| 2021 | Golden Globes          | Beste scenario                           | Jack Fincher                                                    | Genomineerd |
| 2021 | Golden Globes          | Beste muziek                             | Trent Reznor, Atticus Ross                                      | Genomineerd |
| 2021 | Critics' Choice Awards | Beste film                               | Beste film                                                      | Genomineerd |
| 2021 | Critics' Choice Awards | Beste regie                              | David Fincher                                                   | Genomineerd |
| 2021 | Critics' Choice Awards | Beste acteur                             | Gary Oldman                                                     | Genomineerd |
| 2021 | Critics' Choice Awards | Beste actrice in een bijrol              | Amanda Seyfried                                                 | Genomineerd |
| 2021 | Critics' Choice Awards | Beste originele scenario                 | Jack Fincher                                                    | Genomineerd |
| 2021 | Critics' Choice Awards | Beste camerawerk                         | Erik Messerschmidt                                              | Genomineerd |
| 2021 | Critics' Choice Awards | Beste montage                            | Kirk Baxter                                                     | Genomineerd |
| 2021 | Critics' Choice Awards | Beste muziek                             | Trent Reznor, Atticus Ross                                      | Genomineerd |
| 2021 | Critics' Choice Awards | Beste productieontwerp                   | Donald Graham Burt, Jan Pascale                                 | Gewonnen    |
| 2021 | Critics' Choice Awards | Beste kostuumontwerp                     | Trish Summerville                                               | Genomineerd |
| 2021 | Critics' Choice Awards | Beste grime en haarstijl                 | Beste grime en haarstijl                                        | Genomineerd |
| 2021 | Critics' Choice Awards | Beste visuele effecten                   | Beste visuele effecten                                          | Genomineerd |
| 2021 | BAFTA Awards           | Beste originele scenario                 | Jack Fincher                                                    | Genomineerd |
| 2021 | BAFTA Awards           | Beste camerawerk                         | Erik Messerschmidt                                              | Genomineerd |
| 2021 | BAFTA Awards           | Beste muziek                             | Trent Reznor, Atticus Ross                                      | Genomineerd |
| 2021 | BAFTA Awards           | Beste productieontwerp                   | Beste productieontwerp                                          | Gewonnen    |
| 2021 | BAFTA Awards           | Beste kostuumontwerp                     | Beste kostuumontwerp                                            | Genomineerd |
| 2021 | BAFTA Awards           | Beste grime en haarstijl                 | Beste grime en haarstijl                                        | Genomineerd |
| 2021 | Academy Awards         | Beste film                               | Beste film                                                      | Genomineerd |
| 2021 | Academy Awards         | Beste regie                              | David Fincher                                                   | Genomineerd |
| 2021 | Academy Awards         | Beste acteur                             | Gary Oldman                                                     | Genomineerd |
| 2021 | Academy Awards         | Beste actrice in een bijrol              | Amanda Seyfried                                                 | Genomineerd |
| 2021 | Academy Awards         | Beste muziek                             | Trent Reznor, Atticus Ross                                      | Genomineerd |
| 2021 | Academy Awards         | Beste camerawerk                         | Erik Messerschmidt                                              | Gewonnen    |
| 2021 | Academy Awards         | Beste geluid                             | Beste geluid                                                    | Genomineerd |
| 2021 | Academy Awards         | Beste kostuumontwerp                     | Beste kostuumontwerp                                            | Genomineerd |
| 2021 | Academy Awards         | Beste productieontwerp                   | Beste productieontwerp                                          | Gewonnen    |
| 2021 | Academy Awards         | Beste grime en haarstijl                 | Beste grime en haarstijl                                        | Genomineerd |

## Trivia
- In 1989 regisseerde Fincher de videoclip voor het Madonna-nummer "Oh Father". De clip, die eveneens in zwart-wit gefilmd werd, werd geïnspireerd door Citizen Kane.[25]